# Coupe de Bosnie-Herzégovine féminine de volley-ball
La Coupe de Bosnie-Herzégovine de volley-ball féminin est une compétition nationale de volley-ball organisée par la Fédération Bosnie-Herzégovine de volley-ball (Odbojkaški savez Bosne i Hercegovine, OSBIH).

## Palmarès
| Année | Vainqueur                                                | Score                                                    | Finaliste                                                |
| ----- | -------------------------------------------------------- | -------------------------------------------------------- | -------------------------------------------------------- |
| 2006  | Jelovica Tuzla                                           |                                                          |                                                          |
| 2007  | Jedinstvo Brčko                                          |                                                          |                                                          |
| 2008  | Jedinstvo Brčko                                          |                                                          |                                                          |
| 2009  | Jedinstvo Brčko                                          |                                                          |                                                          |
| 2010  | Jedinstvo Brčko                                          |                                                          | Kula Gradačac                                            |
| 2011  | Jedinstvo Brčko                                          | 3 - 1 (25-14, 25-16, 22-25, 25-10)                       | OK Radnik                                                |
| 2012  | Kula Gradačac                                            | 3 - 0 (25-9, 25-12, 25-13)                               | OK Radnik                                                |
| 2013  | Jedinstvo Brčko                                          | 3 - 0 (25-4, 25-8, 25-21)                                | ŽOK Gacko                                                |
| 2014  | ŽOK Gacko                                                | 3 - 2 (14-25, 25-19, 28-26, 14-25, 15-11)                | Jedinstvo Brčko                                          |
| 2015  | Jedinstvo Brčko                                          | 3 - 2 (25-27, 18-25, 25-17, 25-16, 15-12)                | ŽOK Gacko                                                |
| 2016  | Jedinstvo Brčko                                          | 3 - 1 (23-25, 25-21, 25-14, 25-16)                       | Kula Gradačac                                            |
| 2017  | Jedinstvo Brčko                                          | 3 - 0 (25-17, 25-19, 25-13)                              | OK Sloboda                                               |
| 2018  | Jedinstvo Brčko                                          | 3 - 0 (25-19, 25-20, 25-17)                              | ŽOK Gacko                                                |
| 2019  | Jedinstvo Brčko                                          | 3 - 0 (25-23, 25-19, 25-10)                              | Kula Gradačac                                            |
| 2020  | Compétition annulée en raison de la pandémie de Covid-19 | Compétition annulée en raison de la pandémie de Covid-19 | Compétition annulée en raison de la pandémie de Covid-19 |
| 2021  | Jedinstvo Brčko                                          | 3 - ? (?)                                                | ŽOK Gacko                                                |
| 2022  | Jedinstvo Brčko                                          | 3 - ? (?)                                                | UOK Banja Luka                                           |
| 2023  | Jedinstvo Brčko                                          | 3 - 0 (?)                                                | UOK Banja Luka                                           |
| 2024  | ŽOK Gacko                                                | 3 - 1 (?)                                                | Jedinstvo Brčko                                          |